# Thomas M. Beckley
Thomas Malloy Beckley (geboren 2. März 1922 in Minneapolis, Minnesota; gestorben am 31. Januar 1987 in Vail, Colorado) war ein amerikanischer Eisenbahnmanager. Er war Präsident der Soo Line Railroad.

## Leben
Thomas M. Beckley schloss 1939 die Blake School in Minneapolis ab und studierte anschließend an der Yale University. 1943 erlangte er seinen Bachelor of Science in Wirtschaftswissenschaften. Danach studierte er Jura an der Harvard Law School, die er 1948 abschloss.
Nach dem Studium begann er als Anwalt in der Kanzlei Stinchfield, Mackall, Crounse & Moore (später Mackall Crounse & Moore, heute DeWitt LLP) in Minneapolis zu arbeiten. Ab 1952 arbeitete er für die Duluth, South Shore and Atlantic Railroad, ab Anfang 1959 war er als Leitender Jurist und Generalsekretär tätig. Mit der Fusion der DSS&A zur Soo Line Railroad 1961 wurde er Generalsekretär dieser neuen Gesellschaft. Später wurde er Assistent des Präsidenten Leonard H. Murray. 1968 wurde er Vizepräsident. Im November 1978 wurde er Präsident und Chief Operating Officer und ab 1. Januar 1980 Chief Executive Officer der Soo Line Railroad. Anfang 1983 übergab er die Position des Präsidenten an seinen Nachfolger Dennis Miles Cavanaugh und übernahm die Position des Chairman of the Board. Im April 1984 übernahm Cavanaugh auch die Position des Chief Executive Officer. 1984 war er an der Gründung der Holdinggesellschaft Soo Line Corporation beteiligt, mit der die Übernahme der Milwaukee Road vorbereitet wurde. Im April 1985 beendete er seine Tätigkeit als Chairman of the Board, behielt aber seinen Posten im Aufsichtsrat. Danach war er bis zu seinem Tod als Berater für die Bahngesellschaft tätig.
Thomas Beckley saß im Aufsichtsrat der First National Bank of Minneapolis, der Malt-O-Meal Company, Blake School Alumni Association und Junior Achievement. Er war weiterhin unter anderem Aufsichtsratsvorsitzender des Minnesota Committee on Crime and Justice und saß im Aufsichtsrat des Dunwoody Institute, im Viking Council von Boy Scouts of America. Außerdem war er Mitglied in mehreren gemeinnützigen Vereinen und Clubs.
Thomas Beckley starb während eines Ski-Urlaubes in Vail an einem Herzinfarkt.
1951 heiratete er Nancy Margret Arntsen (1923–2007). Das Paar hatte vier Töchter.